# فرودگاه رویان – مدیس
فرودگاه رویان-مدیس (به انگلیسی: Royan - Médis Aerodrome) (به زبان بومی: Aérodrome de Royan-Médis) یک فرودگاه با کد یاتا RYN است . این فرودگاه در کشور فرانسه قرار دارد .